# Viâpres-le-Petit
Viâpres-le-Petit és un municipi francès situat al departament de l'Aube i a la regió del Gran Est. L'any 2007 tenia 123 habitants.

## Demografia

### Població
El 2007 la població de fet de Viâpres-le-Petit era de 123 persones. Hi havia 52 famílies de les quals 16 eren unipersonals (16 dones vivint soles i 16 dones vivint soles), 16 parelles sense fills, 16 parelles amb fills i 4 famílies monoparentals amb fills.
La població ha evolucionat segons el següent gràfic:
Habitants censats

### Habitatges
El 2007 hi havia 66 habitatges, 53 eren l'habitatge principal de la família, 8 eren segones residències i 4 estaven desocupats. Tots els 66 habitatges eren cases. Dels 53 habitatges principals, 39 estaven ocupats pels seus propietaris, 12 estaven llogats i ocupats pels llogaters i 2 estaven cedits a títol gratuït; 2 tenien dues cambres, 9 en tenien tres, 14 en tenien quatre i 29 en tenien cinc o més. 16 habitatges disposaven pel capbaix d'una plaça de pàrquing. A 22 habitatges hi havia un automòbil i a 24 n'hi havia dos o més.

### Piràmide de població
La piràmide de població per edats i sexe el 2009 era:
| Homes | Edats   | Dones |
| ----- | ------- | ----- |
| 0     | 95 o +  | 0     |
| 0     | 90 a 94 | 0     |
| 4     | 85 a 89 | 0     |
| 0     | 80 a 84 | 4     |
| 0     | 75 a 79 | 4     |
| 4     | 70 a 74 | 4     |
| 0     | 65 a 69 | 12    |
| 4     | 60 a 64 | 0     |
| 0     | 55 a 59 | 4     |
| 8     | 50 a 54 | 0     |
| 12    | 45 a 49 | 4     |
| 0     | 40 a 44 | 4     |
| 0     | 35 a 39 | 0     |
| 4     | 30 a 34 | 4     |
| 0     | 25 a 29 | 0     |
| 4     | 20 a 24 | 4     |
| 0     | 15 a 19 | 4     |
| 4     | 10 a 14 | 0     |
| 0     | 5 a 9   | 4     |
| 4     | 0 a 4   | 0     |

## Economia
El 2007 la població en edat de treballar era de 69 persones, 57 eren actives i 12 eren inactives. De les 57 persones actives 53 estaven ocupades (30 homes i 23 dones) i 4 estaven aturades (1 home i 3 dones). De les 12 persones inactives 4 estaven jubilades, 2 estaven estudiant i 6 estaven classificades com a «altres inactius».

### Ingressos
El 2009 a Viâpres-le-Petit hi havia 53 unitats fiscals que integraven 129 persones, la mediana anual d'ingressos fiscals per persona era de 18.836 €.

### Activitats econòmiques
Dels 5 establiments que hi havia el 2007, 2 eren d'empreses extractives, 1 d'una empresa immobiliària i 2 d'empreses de serveis.
L'únic servei als particulars que hi havia el 2009 era un electricista.
L'any 2000 a Viâpres-le-Petit hi havia 6 explotacions agrícoles que ocupaven un total de 1.158 hectàrees.

## Poblacions més properes
El següent diagrama mostra les poblacions més properes.